# Idrokenoelsmoreite
L'idrokenoelsmoreite è un minerale appartenente al gruppo dell'elsmoreite; prende il nome dalla località in cui è stata scoperta, i giacimenti di stagno presso il villaggio di Elsmore nel Nuovo Galles del Sud, Australia. Chimicamente è un ossido idrato di tungsteno.
Si forma per ossidazione della ferberite nei dicchi di pegmatite granitica e nei filoni di greisen pegmatitico.
Il nome idrokenoelsmoreite è stato approvato dall'IMA nel 2010 nell'ambito di una revisione della nomenclatura del supergruppo del pirocloro, precedentemente era conosciuto come elsmoreite se puro, ferritungstite se ricco di ferro (con W>Fe) o alumotungstite se ricco di alluminio (con W>Al).